# The Bird And The Worm
The Bird and the Worm (20 mars 2007) är den första singeln från rockbandet The Used's tredje studioalbum Lies For The Liars.

## B-sidor
- Dark Days - 3.49
- Devil Beside You - 3.45